# Пам'ятник Сергію Бубці

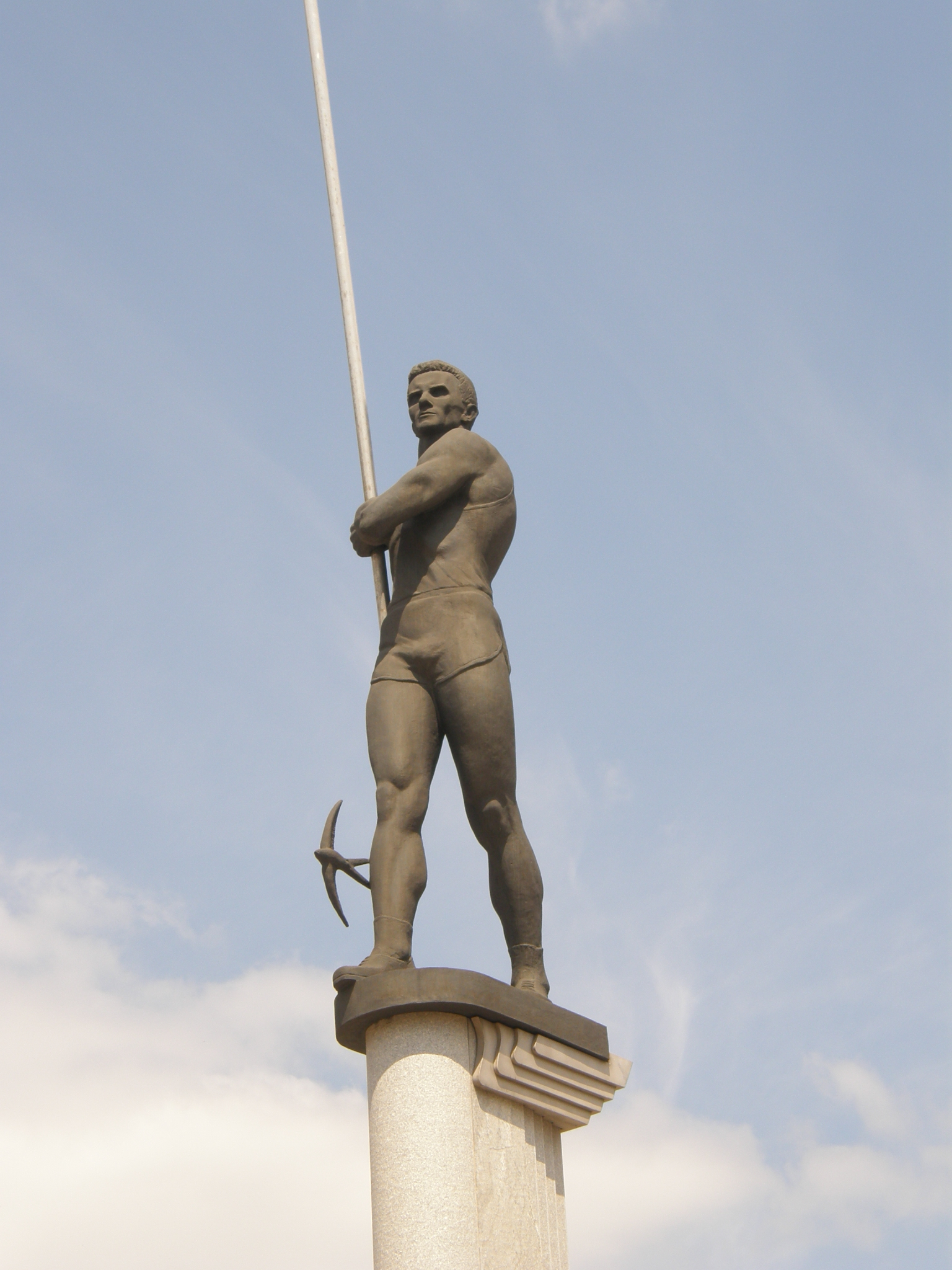
Пам'ятник Сергієві Бубці у Донецьку
Фото А. Бутка, 2009

Пам'ятник Сергієві Бубці встановлено в Київському районі Донецька біля регіонального спортивного комплексу «Олімпійський». Символ досягнень донецького спорту.

## Опис
Сергій Назарович Бубка — спортсмен-жердинник, тридцатип'ятиразовий рекордсмен світу, шестиразовий чемпіон світу, чемпіон Олімпійських ігор, Герой України (04 лютого 2001), почесний громадянин Донецька (1993).
Пам'ятник встановлено за життя Сергія Бубки 29 серпня 1999 року.
Автори пам'ятника скульптор Ясиненко Микола Васильович і архітектор Бучек Володимир Степанович.
Пам'ятник — це бронзова скульптура спортсмена в повний зріст висотою 3,5 метри на постаменті висотою 6 метрів 15 сантиметрів, це рекордна висота на яку стрибав Бубка у залі (Донецьк, 1993 рік). Спортсмен високо тримає в руках жердину і готується до виконання стрибка. Біля правого коліна скульптури пролітає ластівка, яка символізує легкість і стрімкість польоту спортсмена.